# Fritz Catta

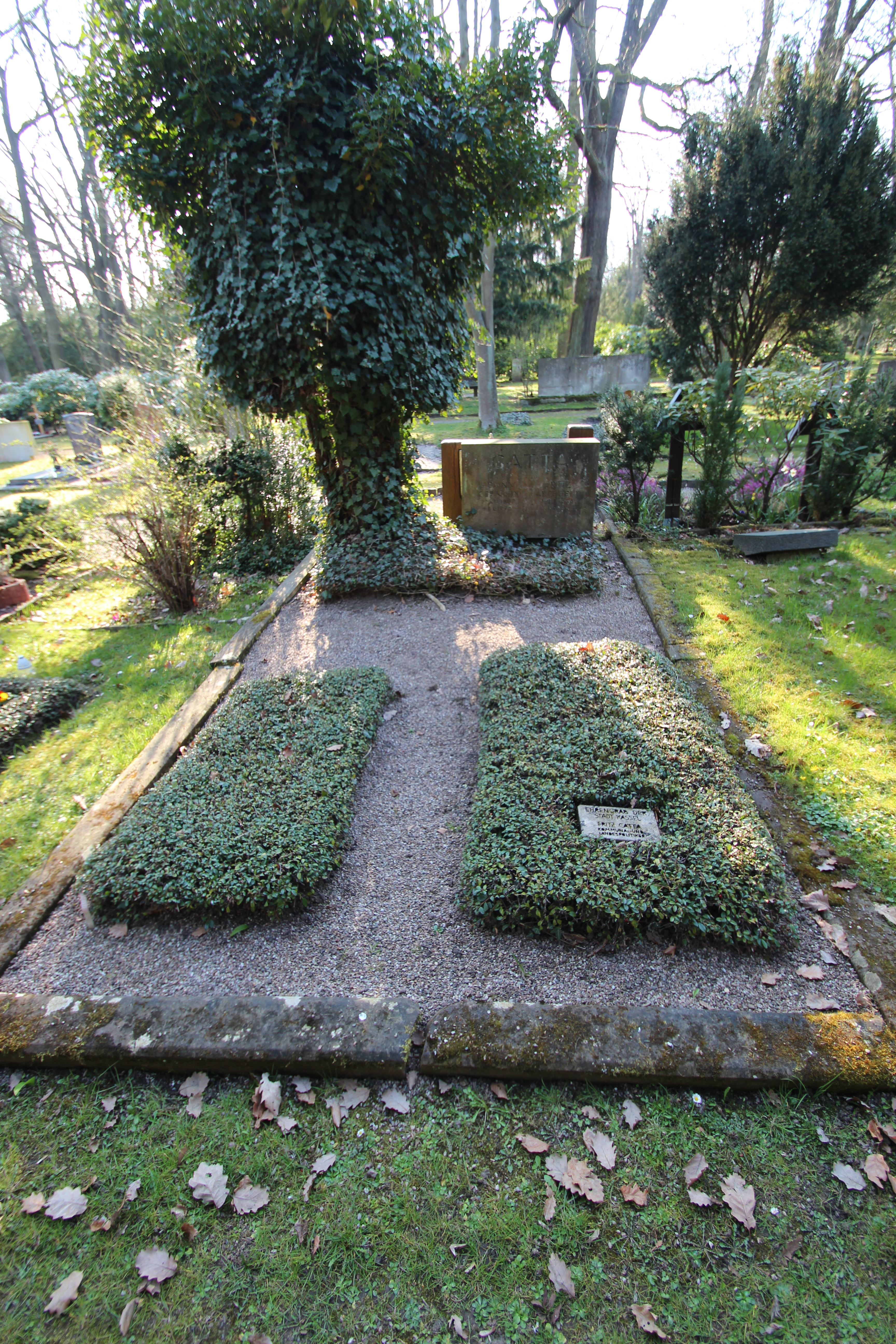
Grab von Fritz Catta auf dem Kasseler Hauptfriedhof

Fritz Catta (* 11. Januar 1886 in Wiesbaden; † 17. September 1968 in Kassel) war ein deutscher Architekt sowie liberaler Kommunal- und Landespolitiker.

## Leben und Beruf
Fritz Catta stammte aus einer hugenottischen Familie, die traditionell liberale Positionen vertrat. Bereits sein Großvater Wilhelm Friedrich Catta engagierte sich 1848 so stark in der Märzrevolution, dass er verhaftet und danach aus Wiesbaden verbannt wurde. Fritz Catta besuchte eine Mittel- und eine höhere Privatschule, machte eine Meisterprüfung als Maurer und Zimmerer und studierte an der Baugewerkschule Kassel. 1914 bis 1918 war er Soldat im Ersten Weltkrieg.
Catta machte sich 1919 mit einem eigenen Architekturbüro in Kassel selbstständig. Nach 1945 war er Vorsitzender des Wiederaufbauvereins Wilhelmshöhe. 1966 wurde er zum Ehrenbürger von Kassel ernannt, nachdem er bereits 1956 das Große Bundesverdienstkreuz und die Goethe-Plakette des Landes Hessen erhalten hatte.

## Politik
In der Weimarer Republik gehörte Catta der Deutschen Volkspartei (DVP) an und war 1923 bis 1933 Fraktionsvorsitzender der DVP im Kasseler Stadtparlament. 1930 bis 1933 war er dort zugleich Vorsitzender der Arbeitsgemeinschaft der Fraktionen der Mitte.
Catta beteiligte sich 1945 an der Gründung der Liberal-Demokratischen Partei in Hessen, die später der hessische Landesverband der Freien Demokratischen Partei (FDP) wurde. Er war von 1946 bis 1956 Kreisvorsitzender der FDP Kassel und wurde dann zum Ehrenvorsitzenden des Kreisverbandes gewählt.

## Abgeordneter
Catta gehörte 1946 dem Beratenden Landesausschuss von Hessen an. Anschließend war er Mitglied der Verfassungberatenden Landesversammlung und dann bis 1958 Landtagsabgeordneter. Er war stellvertretender Fraktionsvorsitzender und Mitglied des Landesvorstandes seiner Partei.
1949 und 1954 war Catta Mitglied der Bundesversammlung.